# Alexander von Bach

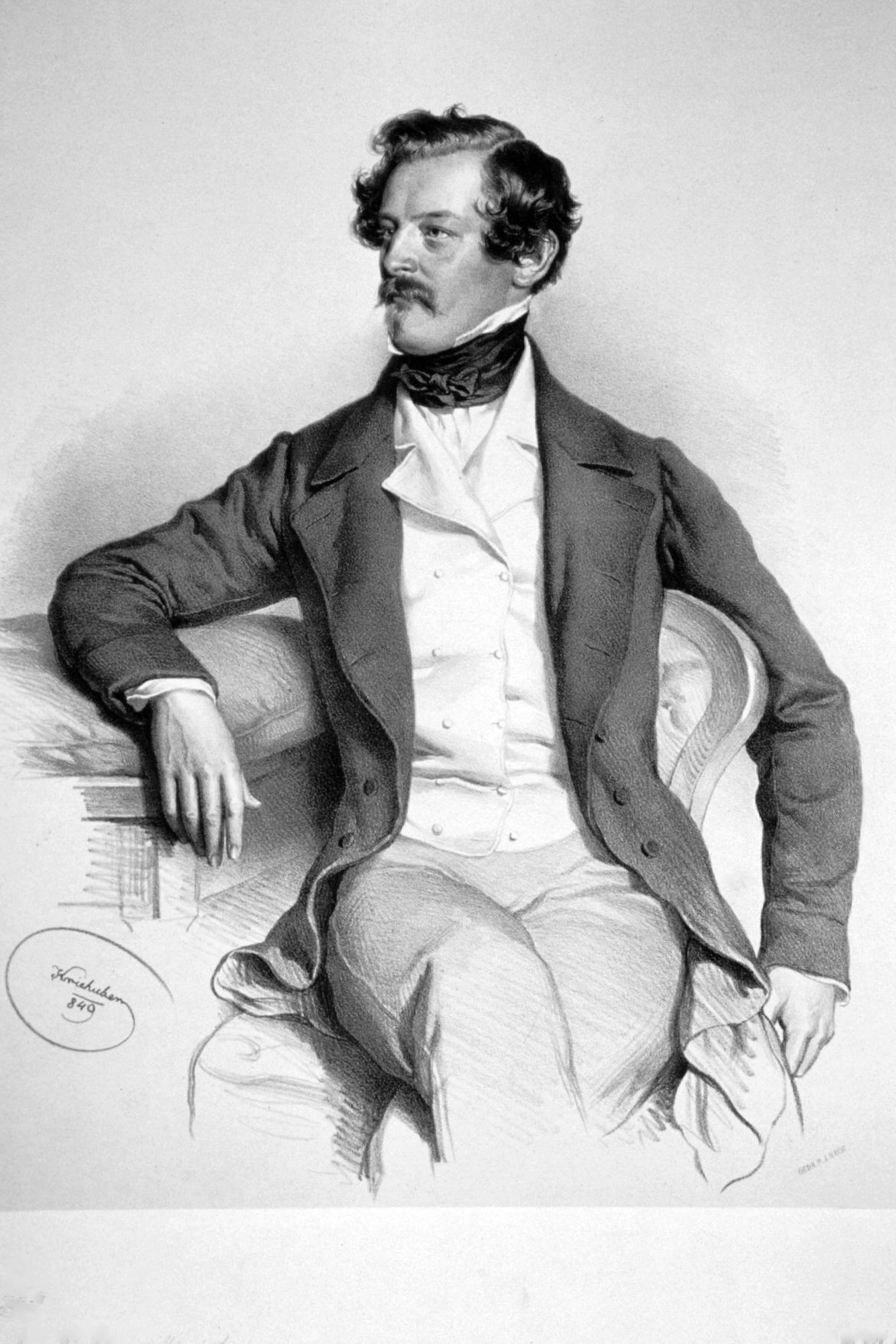
Alexander Bach

Alexander (sinds 1854 Freiherr von) Bach (Loosdorf, Neder-Oostenrijk, 4 januari 1813 - Slot Schönberg bij Wiener Neustadt, 12 november 1893) was een Oostenrijks staatsman.
Hij werd geboren als zoon van een boer en was de broer van Otto Bach. Na zijn studie werd hij advocaat en vond hij aansluiting bij een groep liberalen te Wenen. Zijn liberale gezindheid sloeg in het revolutiejaar 1848, toen hij minister van Justitie werd, echter om. Onder minister-president Felix zu Schwarzenberg was hij sinds 1849 als minister van Binnenlandse Zaken leidend vertegenwoordiger van het neo-absolutisme. Na Schwarzenbergs dood (1852) was hij de leidende figuur in de regering.
Zonder rekening te houden met de niet-Duitse bevolkingsgroepen trachtte hij sinds dat jaar het multinationale Oostenrijk tot eenheidsstaat te maken. Ook Hongarije onderwierp hij al snel aan zijn rigide centralistische en conservatieve Systeem-Bach. In de geest van dit systeem voerde hij ondanks sterke tegenstand van de aristocratie de boerenbevrijding door, maakte hij de liberale grondwetten van 1848 ongedaan, bouwde hij het politieapparaat uit en vergrootte hij de invloed van de clerus. Bachs systeem zette de etnische verhoudingen binnen de Oostenrijkse monarchie op scherp.
De Oostenrijkse nederlaag in de Italiaanse Oorlog van 1859 dwong keizer Frans Jozef I een liberaler regime in te voeren. Bach fungeerde als zondebok en werd als vertegenwoordiger van het oude systeem ontslagen. Daarna was hij tot 1867 gezant in het Vaticaan. Hij overleed op 80-jarige leeftijd.